# Psenafa
La Psenafa (in russo Псенафа?; in lingua adighè: Псынафэ, Псынэф) è un fiume della Russia europea meridionale, affluente di sinistra della Laba (bacino del Kuban'). Scorre nei rajon Majkopskij e Krasnogvardejskij del territorio dell'Adighezia, e nel Belorečenskij rajon del Territorio di Krasnodar.
Il fiume ha origine a nord di Majkop. Nella parte superiore scorre verso nord-ovest, a nord di Belorečensk svolta in direzione settentrionale. Nel basso corso è canalizzato, ha un alveo rettilineo e viene utilizzato per irrigare i campi. Sfocia nella Laba a 48 km dalla foce. La lunghezza del fiume è di 101 km. L'area del bacino idrografico è di 460 km².